# Орђано
Орђано (итал. Orgiano) је насеље у Италији у округу Виченца, региону Венето.
Према процени из 2011. у насељу је живело 1914 становника. Насеље се налази на надморској висини од 20 м.

## Становништво
Према резултатима пописа становништва 2011. у општини је живело 3.151 становника.
| 1931. | 1936. | 1951. | 1961. | 1971. | 1981. | 1991. | 2001. | 2011. |
| ----- | ----- | ----- | ----- | ----- | ----- | ----- | ----- | ----- |
| 3.410 | 3.354 | 3.114 | 2.473 | 2.379 | 2.691 | 2.973 | 3.084 | 3.151 |